# Scott Ryan
Scott Ryan, né le 12 mai 1973 à Hallam (Victoria), est un acteur, scénariste et réalisateur australien. Il est notamment connu pour avoir créé, écrit et incarné le personnage de Ray Shoesmith dans The Magician (2005) puis dans la série Mr Inbetween (2018–2021), saluée par la critique.

## Biographie

### Débuts
Scott Ryan se fait remarquer en 2005 avec The Magician, un faux documentaire centré sur un tueur à gages. Auto-financé avec un budget très modeste, le film est tourné sur plus d’un an avec l’aide de proches. Il est repéré dans des festivals australiens, puis retravaillé avec le soutien de Nash Edgerton pour une sortie nationale.

### Retrait de la scène publique (2005–2018)
Malgré le bon accueil critique de The Magician, Scott Ryan peine à percer dans l’industrie cinématographique. Il se retire de la scène, exerce divers métiers, notamment chauffeur de taxi à Echuca, et mène une vie discrète, marquée par la méditation et une pratique intensive du tai-chi. Il écrit durant cette période mais pense plusieurs fois à abandonner.

### Retour avecMr Inbetween
En 2018, Scott Ryan revient avec la série Mr Inbetween, produite par FX et co-produite par Nash Edgerton. La série reprend le personnage de Ray Shoesmith dans un format télévisuel. Il y incarne un tueur à gages tentant d’équilibrer vie familiale et activité criminelle. Ryan est salué pour son écriture réaliste, son jeu tout en sobriété et la profondeur psychologique de son personnage. La série dure trois saisons (26 épisodes) et se conclut en 2021.

### Projets en cours
Après Mr Inbetween, Scott Ryan développe de nouveaux projets. Le film Full Story est annoncé pour 2025. Il travaille également sur un projet intitulé It’s Coming This Way, dont les détails restent confidentiels.

## Vie privée
Scott Ryan est connu pour sa discrétion. Il évoque peu sa vie personnelle, bien que certaines sources évoquent une compagne nommée Helen et un enfant. Durant sa jeunesse, il souffre d’agoraphobie, ce qui l’amène à vivre de longues périodes de solitude et de réflexion. Il se consacre ensuite au yoga, à la méditation et aux arts martiaux pendant plus d'une décennie.

## Style artistique
Scott Ryan est apprécié pour son écriture minimaliste, ses dialogues percutants et sa mise en scène sobre. Ses œuvres explorent souvent les contradictions humaines, la violence psychologique et les dilemmes moraux. Il privilégie les formats courts, les silences évocateurs et l’humour noir.

## Filmographie

### Cinéma
- 2005 : The Magician (en) (acteur, scénariste et réalisateur)
- 2025 : Full Story – scénariste (prévu)

### Télévision
- 2018 - 2021 : Mr Inbetween : Ray (acteur, scénariste et producteur)

## Récompenses
- AACTA Awards : Meilleur acteur principal dans une série télévisée (pour Mr Inbetween)
- Logie Awards : Révélation masculine (pour Mr Inbetween)